# Chloe Hosking
Chloe Hosking (født 1. oktober 1990) er en australs professionel cykelrytter, der kører for RoxSolt Liv Sram. Hosking har repræsenteret Australien først ved junior og senere ved seniorniveau siden 2007. Efter at hun havde haft succes ved flere internationela stævner, blev hun professionel i 2010. Hun deltog ved sommer-OL 2012 i kvindernes linjeløb. Hun har bl.a. vundet Tour of Chongming Island i 2009 og 2016, Ronde van Drenthe i 2012 og La course by Le Tour de France i 2016.